# حزامية أجمية
حزامية أجمية (الاسم العلمي: Zostera caespitosa) هي نوع من النباتات يتبع جنس الحزامية من الفصيلة الحزامية.